# عبد الرحمن عمر
عبد الرحمن عبد القادر عمر لاعب كرة قدم تشادي من مواليد السعودية، يلعب كظهير أيمن لعب سابقاً في نادي الاتفاق.

## وصلات رياضية
عبد الرحمن عمر على موقع قاعدة بيانات كرة القدم.إي يو (الإنجليزية)
- عبد الرحمن عمر على موقع Soccerway.com (الإنجليزية)